# هنک بووه
هنک بووه (هلندی: Henk Boeve؛ زادهٔ ۲۸ اوت ۱۹۵۷) دوچرخه‌سوار اهل هلند است.